# 苯氧威
苯氧威是一种含氮有机化合物，化学式C17H19NO4，属于昆虫生长调节剂类杀虫剂。